# 오프브로드웨이
오프 브로드웨이(Off-Broadway)는 맨해튼에 있는 비교적 작은 극장에서 공연되는 연극을 가리킨다. 브로드 웨이에 있어도 극장이 작으면 오프 브로드웨이라고 한다. 기준은 500석 미만인 극장을 부른다. 더 작은 극장에서 공연되는 것은 오프 오프 브로드웨이라고 부른다. 브로드웨이에서 상연되는 작품은 뮤지컬이 많은 반면, 오프 브로드웨이에서 1인극, 댄스, 뮤지컬 등 다양한 장르의 작품이 상연되고 있다.
한국 창작공연이 처음 오프브로드웨이 올라간 예도 있다. 바로 2015년 일본군 '위안부'를 다룬 창작 뮤지컬 컴포트우먼 (COMFORT WOMEN: A New Musical)이다. 한국인 연출가 김현준이 대본, 기획, 연출을 하여 화제를 모았다.